# Finanzhoheit
Finanzhoheit ist in der Finanzverfassung die Befugnis, die Finanzwirtschaft eigenverantwortlich und unbeeinflusst von Dritten zu regeln. 

## Allgemeines
Allgemein besitzen alle Wirtschaftssubjekte eine eigene Finanzhoheit, Ausnahmen sind die Tochtergesellschaften von Konzernen, in Insolvenz befindliche Unternehmen/Privatpersonen und entmündigte Personen. Alle übrigen Wirtschaftssubjekte wie Unternehmen, sonstige Personenvereinigungen oder Privathaushalte verfügen über eine eigene Finanzhoheit. Sie treffen autonome Entscheidungen über ihre Finanzen (Unternehmensfinanzierung, private Finanzplanung).  
Von Finanzhoheit wird aber vor allem bei der Finanzwirtschaft des Staates und seiner Untergliederungen gesprochen. Hier übt der Staat die Hoheit, also die Staatsgewalt, über die Staatsfinanzen aus. Diese Finanzhoheit gibt es auf allen staatlichen Ebenen, in Deutschland auf Bundesebene, bei den Ländern und bei den Gemeinden oder Gemeindeverbänden. Sie alle besitzen das Recht auf eigene Einnahmen (Bundesebene: Bundessteuern, Landesebene: Ländersteuern und Gemeindeebene: Gemeindesteuern sowie  Gemeinschaftsteuern, die allen drei Gebietskörperschaften anteilig zustehen). Außerdem besitzen sie die Befugnis, über die Ausgaben selbst zu bestimmen und eine eigene Vermögensverwaltung zu betreiben.

## Träger der Finanzhoheit
Träger der öffentlichen Finanzwirtschaft sind alle Institutionen oder öffentlichen Einrichtungen, die eine eigene oder eine abgeleitete Finanzhoheit besitzen. Es gibt daher die Finanzhoheit
- des Bundes,
- der Länder und auch
- der Kommunen (kommunale Finanzhoheit).

Bund und Länder besitzen eine eigene Finanzhoheit, die übrigen Körperschaften dagegen lediglich eine abgeleitete Finanzhoheit.
Diese Gebietskörperschaften nehmen ihre Finanzhoheit autonom wahr, denn nach Art. 109 GG sind der Bund und die Länder in ihrer Haushaltswirtschaft selbständig und voneinander unabhängig (eigene Finanzhoheit). Der Bund kann gemäß Art. 104b GG den Ländern Finanzhilfen für besonders bedeutsame Investitionen der Länder und der Gemeinden/Gemeindeverbände gewähren, die zur Abwehr einer Störung des gesamtwirtschaftlichen Gleichgewichts oder zum Ausgleich unterschiedlicher Wirtschaftskraft im Bundesgebiet oder zur Förderung des Wirtschaftswachstums erforderlich sind. Das gilt auch für Naturkatastrophen oder außergewöhnliche Notsituationen, die sich der Kontrolle des Staates entziehen und die staatliche Finanzlage erheblich beeinträchtigen.

## Aufgaben
Die Finanzhoheit besteht aus der Steuergesetzgebungshoheit (Art. 105) GG, der Steuerertragshoheit (Art. 106 GG) und der Steuerverwaltungshoheit (Art. 108 GG). Verfassungsrechtlich umfasst die 
Finanzhoheit die Besteuerungshoheit, die Steuergesetzgebung, Finanzverwaltung und die Finanzgerichtsbarkeit. Während das Grundgesetz die Besteuerungshoheit des Staates im Verhältnis zum Bürger stillschweigend voraussetzt, regelt es in den Art. 104a GG bis Art. 108 GG in erster Linie die Verteilung der Gesetzgebungs-, Ertrags- und Verwaltungskompetenzen in Bezug auf Steuern im Verhältnis zwischen Bund, Ländern und Gemeinden.
Konkret befasst sich die Finanzhoheit mit der Einnahmen- und Ausgabenpolitik im Rahmen der Staatsfinanzen sowie der Vermögensverwaltung (etwa die Bundesvermögensverwaltung durch die Bundesanstalt für Immobilienaufgaben). Dazu nehmen die Träger über ihre Volksvertretung das Budgetrecht wahr, also der Bundestag beim Bund, der Landtag bei den Ländern oder der Gemeinderat für den Bereich der Gemeinden. Im Hebesatzrecht wird die Finanzhoheit der Gemeinden besonders deutlich.

## International
Die Europäische Union besitzt, abgesehen von einer partiellen Ertrags- und Ausgabenhoheit, keine eigenständige Finanzhoheit. Sie verfügt trotz der weitreichenden und aufwendigen Aufgaben, die der Gemeinschaft in den Art. 2 AEUV und Art. 3 AEUV übertragen wurden, über keine eigentliche Finanzhoheit. Der EuGH hat mit seinem Urteil vom Februar 1995 in die Finanzhoheit der EU-Mitgliedstaaten stark eingegriffen, indem er verlangte, dass sie ihre Befugnisse auf dem Gebiet der direkten Steuern unter Wahrung des Unionsrechts ausüben müssen.
Während die Finanzhoheit in Bundesstaaten meist ähnlich wie in Deutschland geregelt ist, besitzen die Regionen eines Zentralstaats keine eigene Finanzhoheit. So kennt beispielsweise in Frankreich die Tradition des Zentralismus keine Finanzhoheit der Départements oder Regionen.